# Masters de Miami 2004
El Masters de Miami 2004 (también conocido como 2004 NASDAQ-100 Open por razones de patrocinio) fue un torneo de tenis jugado sobre pista dura. Fue la edición número 20 de este torneo. El torneo masculino formó parte de los ATP World Tour Masters 1000 en la ATP. Se celebró entre el 24 de marzo y el 4 de abril de 2004.

## Campeones

### Individuales Masculino
Andy Roddick vence a  Guillermo Coria, 6–7(2–7), 6–3, 6–1 (Coria retired)

### Individuales Femenino
Serena Williams vence a  Elena Dementieva, 6–1, 6–1

### Dobles Masculino
Wayne Black /  Kevin Ullyett vencen a  Jonas Björkman /  Todd Woodbridge, 6–2, 7–6(14–12)

### Dobles Femenino
Nadia Petrova /  Meghann Shaughnessy vencen a  Svetlana Kuznetsova /  Elena Likhovtseva, 6–2, 6–3
| Predecesor: Miami 2003 | Masters de Miami 2004 | Sucesor: Miami 2005 |